# 広瀬川 (佐賀県)
広瀬川（ひろせがわ）は、佐賀県西松浦郡有田町を流れる二級河川有田川水系支流の河川である。源流部は県立黒髪山自然公園および黒髪山自然休養林の区域に指定されている。

## 概要
黒髪山系から水源の森百選に選定されている「龍門水源・黒髪の森」の水源涵養で貯えられた伏流水が各所から湧出し、名水百選に選定された「竜門の清水」 の清流を作る。
竜門ダムのダム湖上流は「龍門峡」「竜門峡」とも呼ばれて、「屏風岩」や「三つ岩」の奇岩と緑豊かな清流の渓谷となりダム湖に流入する。
竜門ダムで流量調整された水は有田町の上水道源となり分水され、ダム湖下流は広瀬地区を蛇行して有田川に流入する。
また、黒髪山は山岳信仰の霊場でもあり、源為朝の黒髪山の大蛇退治、空海が修行を積んだ地と伝えられており、川沿いに登山道が整備されている。
- 竜門の清水（名水百選）
- 龍門乃清流の碑

## 龍門水源・黒髪の森
黒髪山山麓竜門峡を中心とした森林で、周辺の名所・旧跡と調和している森であり龍門水源・黒髪の森として水源の森百選に選定されている。
| 山岳   | 面積(ha) | 標高(m)   | 人工林(%) | 天然林(%) | 主な樹種                         | 制限林                                                       | 種類             | 流量(m3/日) |
| ------ | -------- | --------- | --------- | --------- | -------------------------------- | ------------------------------------------------------------ | ---------------- | ----------- |
| 黒髪山 | 320      | 111 ～600 | 15        | 85        | スギ・ヒノキ・カシ・ケヤキ・シイ | 水源かん養保安林、保健保安林、土砂流出防備保安林、鳥獣保護区 | ダム貯水竜門ダム |             |

黒髪山の登山や龍門峡、名水百選「竜門の清水」、龍門ダム等の行楽客で賑わう。竜門ダム湖周回路は春の2.6kmの桜の並木道、夏の避暑や秋の紅葉等四季折々に自然豊かな表情を見せる森である。
- 所在地：佐賀県西松浦郡有田町大木字大平（データは選定年1995年（平成7年）7月現在）

## 竜門峡までの交通
鉄道佐世保線・松浦鉄道 有田駅下車タクシー
車佐賀県道281号大木有田線広瀬山から竜門ダム方向